# 어번 딕셔너리

어번 딕셔너리(Urban Dictionary, 도시사전)는 1999년에 시작한 사전 사이트이다. 주로 은어, 속어, 인터넷 유행어 등을 다루고 있다. 또한, 가상 커뮤니티에서 쓰이는 용어들이나 하위문화적인 표현도 담고 있다.
단어의 정의는 위키백과와 같이 자발적인 편집자들이 올리고 있으며, 한 단어에 여러 가지 정의를 올릴 수 있다. 이미 올라온 정의에 대해 다른 사람들이 적절한지 아닌지 평가할 수 있으며, 적절하다는 평가를 제일 많이 받은 정의를 가장 위에 보여준다.
타임지는 어번 딕셔너리를 2008년 최고의 웹사이트 중 하나로 꼽았다.

## 같이 보기
- 도시전설(urban legend)
- 속어
- 은어
- 인터넷 유행어